# Névelő

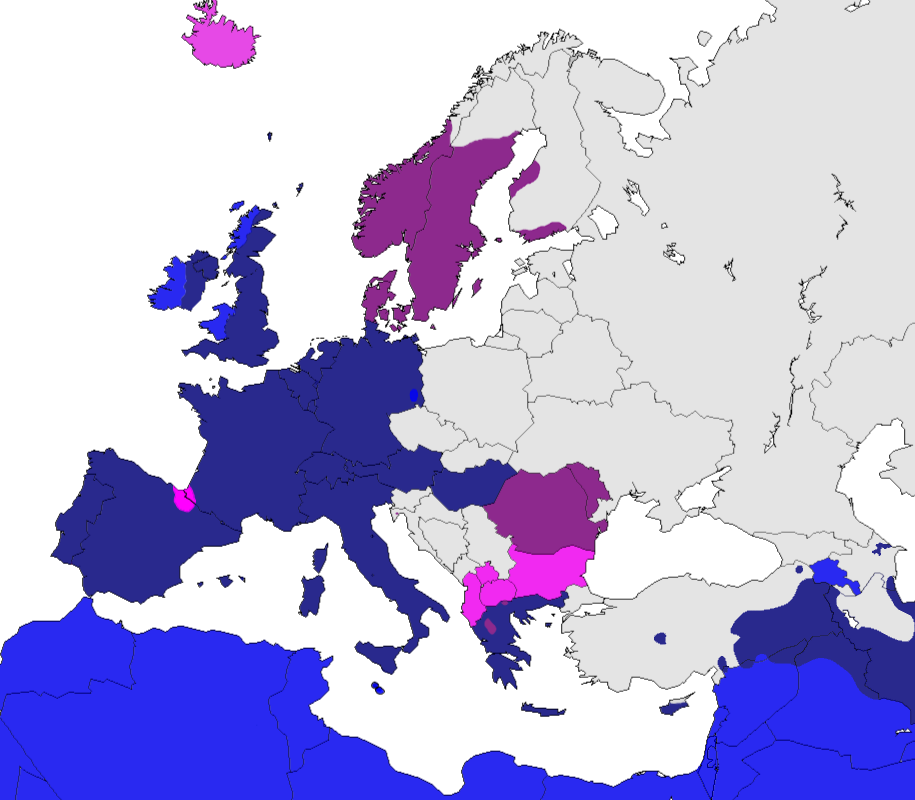
Artikulus az európai nyelvekben
határozatlan és határozott névelő
csak határozott névelő
határozatlan névelő, határozott végartikulus
csak határozott végartikulus
nincs névelő

Az alaktanban a névelő olyan, a viszonyszavak osztályába sorolt szófaj, amely a főnévi csoport tagjaként azt jelzi, hogy mennyire ismert a közlés résztvevői számára az, amit a főnév megnevez. A névelő a viszonyszók elvont determinánsoknak nevezett kategóriájához tartozik, egyes grammatikák szerint olyan melléknévi névmásokkal együtt, mint a birtokos és a mutató. Egyébként egyes grammatikákban ezeket az elvont determinánsokat mind névelőknek nevezik. Más szempontból a névelő a simulószók (klitikumok) kategóriájához tartozik, következésképpen prozódiai szempontból nem alkot külön szót, ezért általában hangsúlytalan.
Nem minden nyelvben van névelő. Ilyen például a latin és a szláv nyelvek többsége. Azon nyelvekben, amelyekben van, ezek száma nyelvtől függően különbözik.
A magyar nyelvben a névelő proklitikum, azaz, amint azt elnevezése is jelzi, a főnév elé helyezett simulószó, de ez nem áll minden nyelvre. Egyesekben a határozott névelőnek megfelelő végartikulus van, mely a szó végére kerül, akárcsak a toldalékok, a román nyelvben, a bolgárban vagy az albánban.
A nyelvek aszerint is különböznek, hogy az artikulus egyezik-e alaktanilag az őt alárendelő főnévvel, vagy sem. Például a magyar nyelvben vagy az angolban nem egyezik, de a nyugati újlatin nyelvekben igen, nemben és számban, a románban pedig esetben is. Az egyeztetés révén a névelő másodlagos funkcióként arra is szolgálhat, hogy jelezze a főnév ezen grammatikai kategóriáit akkor is, ha az utóbbi alakja nem teszi ezt. Például a spanyol nyelvben a problema ’gond, probléma’ a nőnemre tipikusan -a-ra végződik, de névelővel (un/el problema ’egy/a probléma’) már tudni lehet, hogy hímnemű. A francia beszédben általában nem észlelhető, hogy egy elszigetelt főnév egyes, avagy többes számú-e, mert az utóbbi esetben a szóhoz írásban hozzátett -s nem hallatszik, de névelővel már világos, hogy milyen számú: un/le mur [my:ʁ] ’egy/a fal’, des/les murs [my:ʁ] ’falak/a falak’.
Ugyancsak másodlagos funkciója az artikulusnak, hogy főnevesít más szófajhoz tartozó szavakat vagy szókapcsolatokat, például:
- (magyarul) zöld (melléknév) → a zöldek (= a környezetvédők),[10] jaj, allelúja (indulatszók) → Hát nem segít a jaj s az allelúja (József Attila);[11]
- (franciául) trois mâts ’három árbóc’ (jelzős szókapcsolat) → un trois-mâts ’három árbócos hajó’;[12]
- (románul) bine ’jól’ (határozószó) → binele ’a jó’ (erkölcsi fogalom);[13]
- (angolul) smell ’szagol’ (ige) → a smell ’szag’.[14]

Nyelvtől függően az artikulusok használhatók vagy nem egyik vagy másik típusú más elvont determinánssal együtt egyazon főnévi csoportban. Például a franciában és az angolban a névelő, a birtokos determináns és a mutató determináns kizárják egymást, de például a románban, ha a birtokos melléknévi névmás a főnév mögött áll, ennek határozott artikulusosnak kell lennie: fiul meu ’a fiam’. Ez a mutató melléknévi névmás használatára is vonatkozik, ha a főnév mögött áll (studenta aceasta ’ez az egyetemista lány’). Az utóbbi analóg szerkezet a magyarbelivel a két determináló szó együtt való használata szempontjából, de a mutató melléknévi névmás a főnév előtt is állhat, és akkor helyettesíti a határozott névelőt: această studentă.
Mivel a névelő simulószó, egyes nyelvekben alakja az őt követő szó kezdőhangjától függ, ahhoz igazodik. A magyarban ezért van a határozott névelőnek két alakja. Az az alak jobban alkot egyetlen hangtani szót, azaz egyetlen hangsúlyos szócsoportot, a mögötte álló magánhangzóval kezdődő szóval. Ugyanez a helyzet az angol határozatlan névelő esetében: a visitor ’egy látogató’, an exhibition ’egy kiállítás’. A spanyolban az egyes számú határozott névelő nőnemben la [la carta (nn.) ’a(z írott) levél’], de ha a nőnemű szó hangsúlyos /a/-val kezdődik, a névelő a hímnemű alakot veszi fel: el agua (nn.) ’a víz’, mint el árbol (hn.) ’a(z élő) fa’. Ezek szerint az el nem mindig jelzi a nemet. A franciában magánhangzó előtt a le és a la magánhangzója kiesik, és ennek a következménye is az, hogy a névelő nem különbözteti meg a nemeket: le chien (hn.) ’a kutya’, la clé (nn.) ’a kulcs’, de l’été (hn.) ’a nyár’, l’heure (nn.) ’az óra’ (időtartam).

## A határozott artikulus
A határozott artikulus azt jelzi, hogy az a főnév, amellyel asszociált, ismert a közlésben részt vevők számára, magas fokú egyénítettséggel rendelkezik, pontosan meghatározott, egy bizonyos dolgot vagy élőlényt nevez meg. Ugyanezt teszi a birtokos és a mutató determináns is, más elvont jelentést is hozzáadva a határozottsághoz.
A határozott névelő leszűkítheti a felidézett fogalom körét, egyet kiemelve, azaz egyedítve (A könyvet elolvastam), de a fogalom teljes körére is rámutathat, azaz általánosít: Az autó gépjármű. Az az ismertség, amit kifejez, eredhet a beszédhelyzetből, írásban a szövegkörnyezetből, vagy általában a világról szerzett tudásunkból.
A határozott névelő több nyelvben is a mutató névmásból ered. A magyar az-nak egyébként ugyanaz az alakja, mint az eredeti szónak. Az újlatin nyelvekben a latin mutató névmás az eredeti szó: ILLE (hn.) > (franciául) le, (spanyolul) el, (olaszul) il, (portugálul) o; ILLA (nn.) > (franciául) la, (spanyolul) la, (olaszul) la, (portugálul) a; IPSE (hn.) > (szárdul) su, IPSA (nn.) > (szárdul) sa. Az angolban is az egyedüli határozott névelő az óangolbeli mutató névmás þe hímnem alanyeset egyes számú alakjának a származéka.
A román határozott artikulus sajátossága az, hogy ragozható, vagyis az alanyeset-tárgyesetűnek nevezett alapalakján kívül van ún. birtokos-részes esete is: pomul ’a (gyümölcs)fa’, pomului ’a fának’, pomii ’a fák’, pomilor ’a fáknak’ (hn.); casa ’a ház’ (artikulus nélkül casă), casei ’a háznak’; casele ’a házak’, caselor ’a házaknak’ (nn.). Tulajdonképpen hímnemben csak az artikulust ragozzák, nőnemben pedig a főnevet és az artikulust is. Az is megjegyzendő, hogy a hímnemű személyt megnevező tulajdonnevek birtokos-részes esetében a végartikulusból névelő lesz: lui Alexandru ’Alexandrunak’, lui Ionescu ’Ionescunak’.
A franciában a hímnem egyes számú le és az egyetlen alakú többes számú les névelő összeolvad két elöljárószóval: appeler au secours (à + le) ’segítség után kiáltani’, parler aux voisins (à + les) ’a szomszédoknak szólni’, le repas du soir (de + le) ’az esti étkezés’, la veille des vacances (de + les) ’a szünidő előtti nap’. Ez olyan különös eset, amikor két különböző szófaj egyetlen szóban van jelen.

## A határozatlan névelő
A határozatlan névelő a vele társított főnévről azt fejezi ki, hogy az, amit megnevez, nem ismert, olyan értelemben, hogy még nem volt róla szó a kommunikáció során. Azt is jelzi róla, hogy egyénítetlen azon osztályhoz viszonyítva, amelyhez tartozik, és csupán ráirányítja a figyelmet, de pontos meghatározás nélkül.
Ez a névelő egyes számban az egy számnévből származik, egyes nyelvekben változatlan alakban, mint a magyarban vagy a franciában [un (hn.), une (nn.)]. Az angol an névelőnek az óangol an ’egy’ számnév a felmenője, mely idővel elveszítette az n-t mássalhangzóval kezdődő szó előtt. A mai nyelvben az ’egy’ számnévnek már egészen más alakja van, one. A spanyolban a hímnemű névelő a melléknévi számnévvel egyforma (un vs. uno – főnévi számnév), a nőnemű pedig a melléknévként és főnévként is használt nőnemű számnévvel: un niño ’egy fiúgyermek’, una mesa (nn.) ’egy asztal’. A románban azonos a melléknévi számnévvel, de különbözik a főnévi számnévtől: un pom (hn.) ’egy gyümölcsfa’, o casă (nn.) ’egy ház’ vs. unu, una (főnévi számnév). Ennek a névelőnek is van birtokos-részes esete: unui pom ’egy fának’, unei case ’egy háznak’.
A magyarban vagy az angolban nincs többes számú határozatlan névelő, de más nyelvekben van. A spanyolban a névszók többes száma képzésének általános eszközével alkotott: unos libros (hn.) ’könyvek’, unas mujeres ’nők’. Ezeket határozatlan melléknévi névmásoknak is tekintik. A románban is vannak többes számú határozatlan névelők. Az egyik változatlan alakú (niște pomi ’gyümölcsfák’, niște case ’házak’), a másik csak birtokos-részes esetű, az azonos esetű egyes számú névelő többes számban, de csak egy alakja van mindkét nemben: unor pomi ’fáknak’, unor case ’házaknak’. Ez az alak megvan határozatlan melléknévi névmásként is. A niște névelő sajátossága az, hogy egyes számú megszámlálhatatlan főnevekkel is használható: niște carne ’valamennyi hús’. A franciában másként alakult a többes számú határozatlan névelő, mégpedig a de elöljárószó és a les többes számú határozott névelő összeolvadása nyomán, és csak egy alakja van (des) nemtől függetlenül: Des gens demandent à vous voir ’Valami emberek kérik, hogy találkozzanak önnel’. Ezt a szót egyes francia grammatikák másféle névelőnek is tekintik (lásd lentebb).

## Más névelők
Más nyelvekben, mint a magyar, a határozott és a határozatlan névelőn kívül vannak másfajta névelők is.
Például a franciában van ún. anyagnévelő, más magyar néven részelő névelő vagy részes névelő, (franciául) article partitif. Ezt megszámlálhatatlan főnevekkel (anyagnevekkel, elvont főnevekkel) használják, és azt jelzi, hogy meg nem határozott mennyiségről van szó abból, amit a főnév megnevez. Alakjai a de elöljáróból és a határozott névelőből állnak, a le-vel és a les-vel összeolvadva, a többivel nem, de itt mindegyik esetben egyetlen szófajról van szó. Példák: Il faut avoir du courage ’Bátorság kell’, boire de l’alcool ’alkoholt inni’, boire de la bière ’sört inni’. Egyes grammatikák szerint a des szó nemcsak határozatlan névelő, hanem anyagnévelő is lehet, amikor csak többes számú megszámlálhatatlan főnévvel használják: manger des rillettes ’pástétomot enni’.
A fentiek értelmében megszámlálhatatlan főnévvel a román niște is anyagnévelőként tekinthető, de a román grammatikákban nincs elkülönítve ez a névelőfajta. Ellenben ezek a grammatikák két más névelőt különítenek el.
Az ún. mutató névelő jelentését tekintve a mutató névmáshoz áll közel és ennek távolra mutató változatának a rövid alakjával azonos. Határozottságot jelez, ezért a magyar határozott névelőnek felel meg bizonyos szerkezetekben:
- a felsőfok kifejezésében: cel mai frumos (hn.) ’a legszebb’;
- főnevet helyettesítve, annak jelzője előtt: – Unde mi-e rochia? – Care, cea neagră? (nn.) ’– Hol van a ruhám? – Melyik? A fekete?’;
- számnév előtt: Cei trei mușchetari (hn. tsz.) ’A három testőr’;
- állandósult szókapcsolatokban: Cele rele să se spele, cele bune să se-adune (nn. tsz.) (szó szerint ’Ami rossz, az mosódjon el, ami jó, az gyűljön össze’);
- uralkodók nevében: Petru cel Mare ’Nagy Péter’;
- főnév második jelzője előtt, amikor mindkettő követi azt: prietena lui cea simpatică ’a(z ő) szimpatikus barátnője’.

Birtokos-részes alakja is van: celui (hn. esz.), celei (nn. esz.), celor (tsz.).
Egy másik román névelő az ún. birtokos névelő. Ez is határozottságot jelez birtokos szerkezetekben. Négy alakja van, melyek a birtokkal egyeznek, mivel ráutalnak. A következő szerkezetekben használják:
- a birtokos névmás alkotásában: al meu ’az enyém’ (hímnem egyes számú birtok);
- birtokot megnevező főnév második jelzőjében, amikor ez utóbbi a birtokost nevezi meg: pantofii cei noi ai verișoarei mele ’az unokatestvérem új cipője’ (hn. tsz.);
- birtokot megnevező alany esetében a birtokost megnevező névszói állítmány névszói részében: Cărțile sunt ale profesorului meu ’A könyvek a tanároméi’ (nn. tsz.), A cui este casa aceasta? ’Kié ez a ház?’ (nn. esz.).

## Nulla névelő

### A magyarban
A magyarban a határozott névelő hiánya általában határozatlanságot jelez, de nem mindig. Névelő nélkül mégis határozottak például az egy szóból álló országnevek és a személyt megnevező tulajdonnevek, kivéve ha jelzőjük van: Finnország, de a szép Finnország; Megjöttek Szabóék, Találkoztál már Gézával?, de a lánglelkű Petőfi. A fesztelen nyelvi regiszterben mégis használnak határozott névelőt személynév előtt: a Szabóék, a Gézával. Ugyancsak névelő nélküli a birtokos személyjeles szó a választékos nyelvben, de ezen kívül nem ritka a névelő használata: Alig tudta leplezni (az) ingerültségét.
Más esetek vitatottak. Például Szepesy Gyula megállapítja: „A nyelvi valóság gondos tanulmányozásából ugyanis kiviláglik, hogy a határozott névelőnek nem csupán a determinálás a funkciója. Sok egyéb funkciója lehet. Említsük meg a szórendnek figyelemre méltó szerepét: Rákóczi út következik; de: Következik a Rákóczi út. A szórend fölcserélése azonban ennél fontosabb különbséget is eredményez. Tabi László egyik könyvének címe: »Címzett ismeretlen«. A nyelvi valósággal igen gyakran nem törődő nyelvművelők szerint Tabi László itt nyelvi vétséget követett el, mert így kellett volna írnia: »A címzett ismeretlen«. Véleményem szerint a szerző a magyar nyelv szellemének és sajátosságának ismeretében választotta a címet, mert itt teljesen fölösleges kitenni a határozott névelőt. Fordítsuk meg a szórendet: Ismeretlen címzett. Az állítmány azon nyomban jelzővé változott. Vonjuk ide a már említett példát Arany Jánostól: »Forrás vize nem iható.« Cseréljük föl a szórendet: »Nem iható forrás vize.« Az előbb még állítmányként használt »iható« íme jelzővé változott. Ha állítmánynak akarjuk megtartani, akkor ki kell tennünk a határozott névelőt: Nem iható a forrás vize. Vonjuk ide a köznyelvi példát is: Fűre lépni tilos. A szórend névelő nélkül is határozottságot sugalmaz. Cseréljük meg a szórendet: Tilos fűre lépni. Itt már nyoma sincs a határozottságnak.”
Határozatlan, de névelő nélkül használatos többek között a főnévi állítmány: Ez vicc. A névelő használata ebben a szerkezetben elkerülendő német hatásnak tekintett.

### Más nyelvekben
A franciában akkor nincs határozatlan névelő a főnévi állítmány előtt, amikor ez valamely osztályhoz való tartozásával (szakma, foglalkozás, funkció, rang, nemzetiség stb.) nevez meg személyt, és nincs jelzője: Son fils est avocat ’Fia ügyvéd’. Továbbá nincs névelő, de más elvont determináns sem, többek között az alábbi esetekben:
- az elöljárós főnévi jelző előtt: une table de marbre ’márványasztal’;
- a de elöljárós határozatlan határozó előtt: Tu t’occupes de bêtises ’Butaságokkal foglalkozol’;
- a jelző nélküli hónapok neve előtt: Décembre est revenu ’A december visszatért’;
- állandósult szókapcsolatokban a tárgy előtt (demander pardon ’bocsánatot kérni’) vagy az elöljárós határozó előtt: prêter sur gages ’zálogra kölcsönözni’;
- személynevek előtt, olyan kivételekkel, mint a magyarban: J’ai rencontré Jean ’Találkoztam Jeannal’, Dupont est venu me voir ’Dupont eljött hozzám’.

A spanyolban nincs anyagnévelő, az anyagnevek határozatlanságát a nulla névelő fejezi ki: Tenemos vino ’Van borunk’. Ebben a nyelvben sincs névelő a szakmájával stb. személyt megnevező és jelző nélküli főnév előtt: Es general de ejercito ’(Ő) tábornok a hadseregben’.
A románban is megvan ez a két szabály: Am pâine, brânză și vin ’Van kenyerem, sajtom és borom’, El este student ’Ő egyetemista’. Ebben a nyelvben határozott artikulus nélkül használandó határozott determináltsága ellenére a jelzőtlen határozói funkciójú főnév (egyesek kivételével) az elöljárók után: Cartea e pe masă ’A könyv az asztalon van’, Pisica este sub scaun ’A macska a szék alatt van’. Csupán a cu ’-val/-vel’ elöljáró nem követi ezt a szabályt, mellyel a főnév határozott artikulussal is lehet határozatlan: Mergem cu directorul ’Az igazgatóval megyünk’, Mergem cu mașina ’(Az) autóval megyünk’.
Az angolban határozott determináltságuk ellenére névelő nélkül előfordulnak anyagnevek (Whisky is expensive ’A viszki drága’), többes számú főnevek (Planes take off from here ’A repülők innen szállnak fel’) stb., általánosságot kifejező mondatban.